# Иваново (Ивановска област)
 За другите селища с това име вижте Иваново.  
Ива̀ново е град в Централна Русия, административен център на Ивановска област. Наричан е „град на булките“ (заради предимно женските професии в многото му тъкачни фабрики) и „град на първия съвет“. Населението на града към 1 януари 2018 година е 406 113 души.

## География
Иваново е разположен на река У̀вод.

## История
Създаден от сливане на едноименното село Иваново (известно от 3 века преди това като център на ленената промишленост) с Вознесенски Посад през 1871 г. До 1932 носи името Ива́ново-Вознесе́нск.
Иваново традиционно е бил считан за център на леката промишленост (признанието за главен център на леката промишленост в Европа си оспорвал с полския Лодз). Условията за работа и живот на тъкачите били ужасни и често организирали стачки и други форми на протест на пролетариата. През Първата руска революция от 1905 г. в града е създаден първият съвет на представителите на пролетариата.

## Икономика
Иваново е център на машиностроенето, текстилната и леката промишленост. Разполага с железопътна гара и 3 летища:
- „Южни“ (гражданско, преоткрива се през 2007 г.),
- „Северни“ (за военно-транспортна авиация),
- „Ясюниха“ (спортно).

## Личности
- Аркадий Северни (1939 – 1980), руски бард

## Други
- Градът влиза в Златния пръстен на Русия. Катедралата „Спас милостиви“ е построена през 1899 и съборена през 1937 г.
- Висшето образование е представено от 3 университета и 4 академии.
- Футболният отбор „Текстилщик-Телеком“ от 2007 года играе в първи дивизион.

- Площадь революции
- Свято-введенский женский монастырь
- Дом-корабль
- Дворец искусств
- Паметник на Аркадий Северни